# Лейбористська партія Сент-Люсії
Лейбористська партія Сент-Люсії — соціал-демократична партія в Сент-Люсії. 
На 2022 рік партія обіймає 13 з 17 місць у Палаті зборів та 6 з 11 місць у Сенаті.

## Історія
Партія була створена в 1950 за підтримки Кооперативного союзу робітників Сент-Люсії 
. 
На перших виборах, проведених в 1951 році, партія, очолювана Джорджем Чарльзом, здобула п'ять із восьми місць у Палаті зборів. 
Вона зберегла всі п'ять місць на виборах 1954 року і збільшила свою більшість до семи із восьми місць в 1957 році та дев'яти із десяти місць у 1961 році.
В 1964 році партія вперше програла вибори: Об'єднана робітнича партія, що відкололася від Лейбористської партії, об'єднавшись з Народною прогресивною партією, здобула шість із десяти місць, а Лейбористська партія зберегла лише два. На виборах 1969 року партія здобула ще одне місце, а 1974 року збільшила своє представництво до семи місць, хоча ОРП залишилася при владі, оскільки загальна кількість місць зросла до 17 місць.
Лейбористська партія повернулася до влади після перемоги на виборах 1979 року на чолі з Алланом Луїзі, якого протягом терміну змінив на посаді прем'єр-міністра Вінстон Сенак, а його замінив Майкл Пілгрим. 
Вибори 1979 стали першими виборами, проведеними після здобуття незалежності від Сполученого Королівства, проголошеної 22 лютого 1979 року.
Партія програла ОРП вибори 1982 року, зайнявши тільки два місця, крім того, одне місця здобула Прогресивна лейбористська партія, що відкололася. 
Вона залишалася в опозиції після двох виборів у квітні 1987, збільшивши свою присутність до 8 місць на обох виборах, а також у 1992 р. (6/17).
Очолювана колишнім міністром кабінету міністрів Кенні Ентоні партія виграла вибори 1997 року, здобувши 16 із 17 місць. 
Вона залишилася при владі і після виборів 2001 року . (14/17).
На виборах 2006 року вона програла ОРП, яка за рік до цього відкликала Джона Комптона з посади лідера 
. 
Кенні Ентоні залишався лідером партії протягом часу її перебування у лояльній опозиції. 
Лейбористська партія виграла вибори в 2011 році, здобувши 11 з 17 місць і перемігши лідера ОРП Стівенсона Кінга, який в 2007 році змінив Джона Комптона на посаді прем'єр-міністра після його смерті.
Лейбористська партія програла вибори ОРП в 2016 році з 11 місцями проти 6, Кенні Ентоні пішов з посади лідера партії. 
18 червня 2016 року як лідер партії був затверджений колишній заступник прем'єр-міністра Філіп П'єр.
.

## Прем'єр-міністри від партії
| No. | Фото | Ім'я (роки життя)         | Обрано            | Термін перебування на посаді | Термін перебування на посаді | Термін перебування на посаді | Примітки |
| No. | Фото | Ім'я (роки життя)         | Обрано            | Початок                      | Кінець                       | Термін                       | Примітки |
| --- | ---- | ------------------------- | ----------------- | ---------------------------- | ---------------------------- | ---------------------------- | -------- |
| 1   |      | Аллан Луїзі (1916–2011)   | 1979              | 2 липня 1979                 | 4 травня 1981                | 1 рік 306 днів               | [ 6 ]    |
| 2   |      | Вінстон Сенак (1925–2004) | —                 | 4 травня 1981                | 17 січня 1982                | 258 днів                     | [ 6 ]    |
| 3   |      | Кенні Ентоні (нар. 1951)  | 1997 2001         | 24 травня 1997               | 11 грудня 2006               | 9 років 201 днів             | [ 6 ]    |
| 3   | 2011 | Кенні Ентоні (нар. 1951)  | 30 листопада 2011 | 7 червня 2016                | 4 роки 190 днів              |                              | [ 6 ]    |
| 4   |      | Філіп П'єр (нар. 1954)    | 2021              | 28 липня 2021                | Чинний                       | 212 днів                     | [ 7 ]    |